# SNCASE SE.400
Le SE.400 était un avion militaire de la Seconde Guerre mondiale, conçu en France par la SNCASE (Sud-est Aviation). Un seul prototype a été construit avant l’abandon du projet.